# ハロハロ

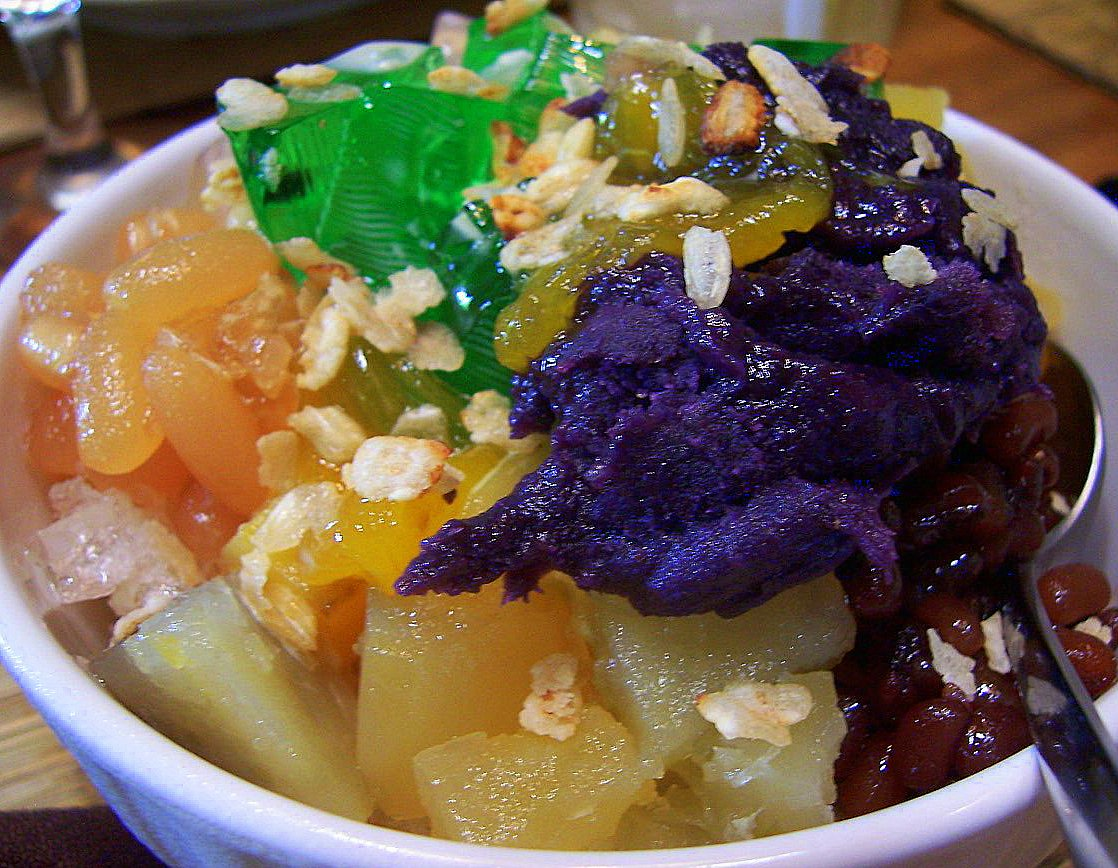
フィリピンのハロハロ

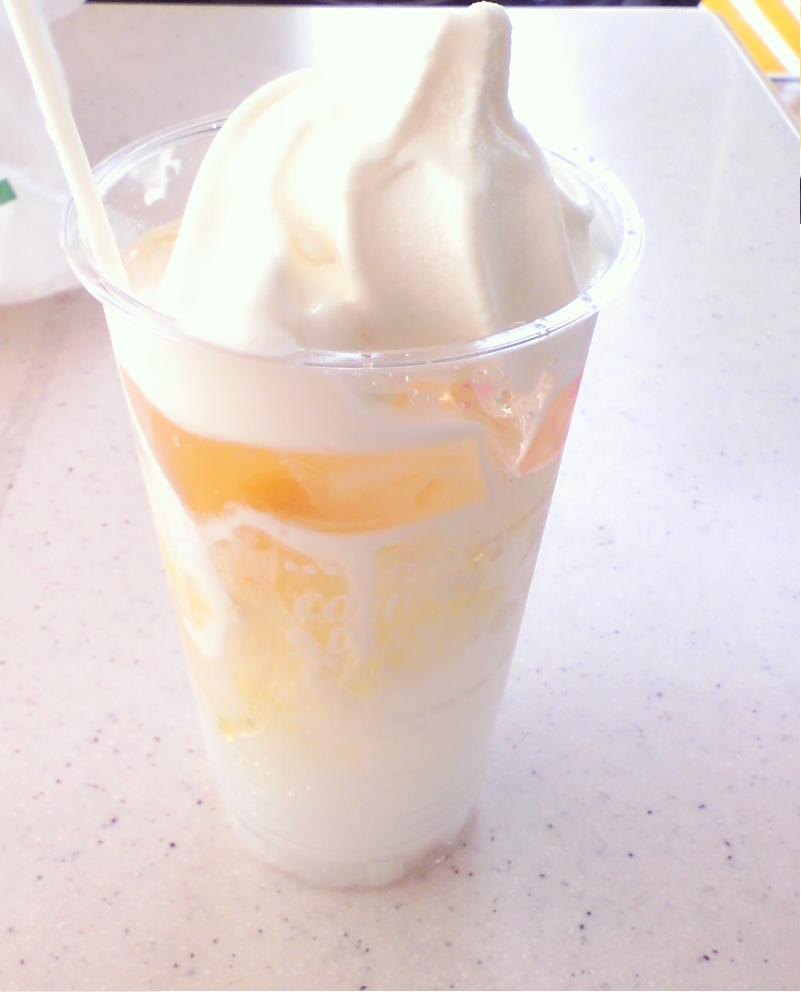
ミニストップのハロハロ

ハロハロ (Haluhalo, Halo-halo) は、フィリピンのデザート。他国のパフェやサンデーに相当する。

## 概要
ハロ (halo) とはタガログ語で混ざることという意味で、ハロハロと続けると混ぜこぜという意味に転じる。その名の通りかき氷とミルクをベースとして、各種の果物、甘く煮た豆や芋類、アイスクリーム、ゼリー、ナタデココ、タピオカ、ココナツ、プリン、米やトウモロコシの加工品など、多種多様な材料が用いられる。
なお、「halo-halo」という綴りは、フィリピン語協会（Commission on the Filipino Language）によって誤りとされており、「haluhalo」が正確なものとして規定されている。

## 歴史
「ハロハロ」の起源には様々な説があるが、いずれも日本と関連している。
一つは、明治末期に日本からからゆきさんがフィリピンで第二の人生として甘味屋の商売を始めた際に販売した蜜豆や、同年代に東南アジアに入植した人々が各地で営業した「もんご屋」と呼ばれる甘味屋の商品などを起源とするというものである。
「もんご屋」においては、蜜豆とかき氷を組み合わせたような「モンゴ・コン・イエロ」（Mongo con hielo、"Mongo"はタガログ語で「緑豆」、"hielo"はスペイン語で「氷」の意）と呼ばれるデザートが販売されていた。これはシロップで煮た緑豆を砕いた氷の上に盛り付け、ミルクと砂糖をかけて食べるものであった。後に、ジャムやアイスクリームなどが追加されるようになり、現在のハロハロの形になったと考えられている。
もう一つは、1920年代から1930年代にかけて、マニラのキアポにあるキンタ・マーケットに移住した日本人フィリピン移民が起源であるというものである。当時、マーケットの近くにはInsular Ice Plantというアメリカが1902年に建設した氷の貯蔵・生産施設があった。
また、第2次世界大戦中フィリピンに駐留していた日本軍関係者が住む村のパーラーから広まったという説もある。
1950年代に入り、電力事情が改善し氷が高級品でなくなると、ハロハロが全国的に普及した。
現在では使用する食材やトッピングの種類も様々となり、メインの具材にスイートコーンを使ったもの（マイス・コン・イエロ）や、 サバ・バナナを用いたもの（サバ・コン・イエロ）なども見られる。また、日本ではコンビニエンスストアチェーンのミニストップが夏季メニューとして日本風にアレンジを加えたハロハロを販売している。ミニストップのハロハロは具材や調味料をかき氷の上に盛り付けるのに対し、フィリピンのハロハロは具材や調味料を容器の底に詰めた上でその上にかき氷とアイスクリームを乗せるという違いが見られる。